# Espoleta de contato

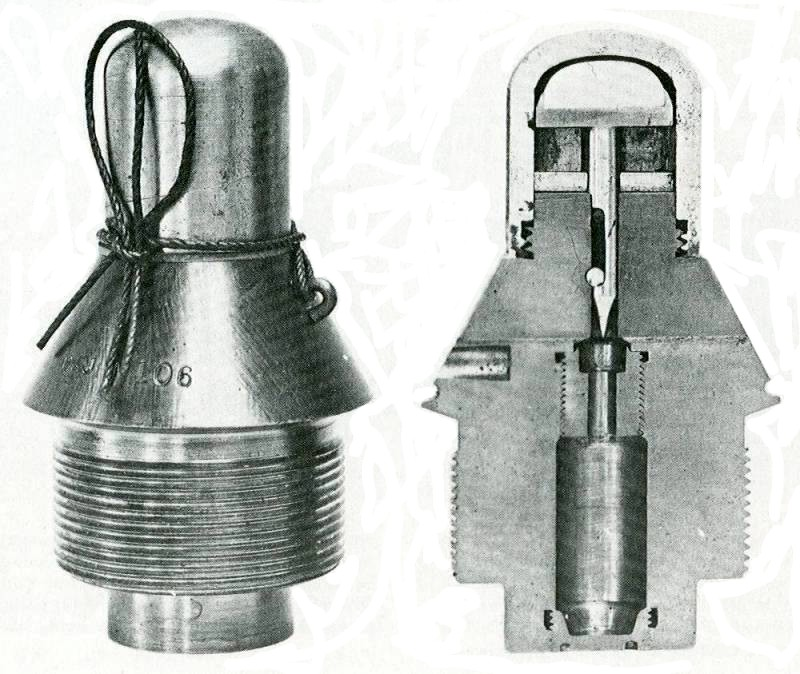
Espoleta de percussão (D.A.) nº 106 britânica da Primeira Guerra Mundial seccionada.

Uma espoleta de contato, espoleta de impacto, espoleta de percussão ou espoleta de ação direta (D.A.) (Reino Unido) é a espoleta que é colocada no nariz de uma bomba ou projétil para que detone ao entrar em contato com uma superfície dura.
Muitos impactos são imprevisíveis: eles podem envolver uma superfície macia ou um impacto rasante fora do eixo. A espoleta de contato puro geralmente não é confiável em tais casos, e portanto, uma espoleta de raspagem ou espoleta de inércia mais sensível é usada em seu lugar. Os dois tipos geralmente são combinados no mesmo mecanismo.